# Ремез чорноголовий
Ремез чорноголовий (Remiz macronyx) — вид горобцеподібних птахів родини ремезових (Remizidae).

## Поширення
Вид поширений вздовж великих водойм в Афганістані, Ірані, Казахстані, Узбекистані, Таджикистані і Туркменістані.

## Опис
Дрібний птах, завдовжки 10-11 см.

## Спосіб життя
Птах мешкає у заростях очерету. Живиться комахами, насінням. Сезон розмноження триває у травні-червні.